# Андраж-над-Ползело
Андраж-над-Ползело (словен. Andraž nad Polzelo) — поселення в общині Ползела, Савинський регіон, Словенія. Висота над рівнем моря: 327,1 м.